# (5179) Takeshima
Pour les articles homonymes, voir Takeshima (homonymie).
(5179) Takeshima est un astéroïde de la ceinture principale.

## Description
(5179) Takeshima est un astéroïde de la ceinture principale. Il fut découvert le 1er mars 1989 à Geisei par Tsutomu Seki. Il présente une orbite caractérisée par un demi-grand axe de 2,31 UA, une excentricité de 0,05 et une inclinaison de 6,3° par rapport à l'écliptique.

## Compléments